# Leśna Jania
Leśna Jania – wieś kociewska w Polsce położona w województwie pomorskim, w powiecie starogardzkim, w gminie Smętowo Graniczne na skraju Borów Tucholskich.
Do 1954 roku miejscowość była siedzibą gminy Leśna Jania. W latach 1954–1971 wieś należała i była siedzibą władz gromady Leśna Jania, po jej zniesieniu w gromadzie Smętowo Graniczne, po reformie w 1973 r. w gminie Smętowo Graniczne. W latach 1975–1998 miejscowość administracyjnie należała do województwa gdańskiego.

## Zabytki
Według rejestru zabytków NID na listę zabytków wpisany jest zespół dworski, k. XIX, nr rej.: A-1130 z 26.08.1986:
- dwór neoklasycystyczny z 1882[4]
- „willa włoska” (spichrz)
- park.